# ۱۳۸۶ (قمری)
۱۳۸۶ (قمری)، هزار و سیصد و هشتاد و ششمین سال در گاهشماری هجری قمری است. اول محرم این سال برابر با بیست و دوم آوریل سال ۱۹۶۶ میلادی است.